# Boletina brevirostris
Boletina brevirostris är en tvåvingeart som först beskrevs av Enrico Adelelmo Brunetti 1912.  Boletina brevirostris ingår i släktet Boletina och familjen svampmyggor. Inga underarter finns listade i Catalogue of Life.